# Flaskekroen
Flaskekroen var en kro, som lå der hvor Gammel Køge Landevej er ført over Harrestrup Å (mellem Vigerslevvej og Brostykkevej), tæt på den nuværende Åmarken Station. 
Den daværende Køgevej blev i 1720'erne omlagt til den rute, som Gammel Køge Landevej følger i dag. Herved kom vejen til at passere Flaskekroen og en række andre kroer, som lå forholdsvis tæt på grund af vejens dårlige beskaffenhed, således at de rejsende måtte bruge lang tid til turen. De næste kroer mod Køge var Fedtekroen i Vallensbæk, Jægerkroen i Ishøj, Lopholms Kro og Korporalskroen ved Karlslunde samt Skillingskroen ved Jersie Strand.

## Links
- Gammelt postkort med kort beskrivelse af stedet Arkiveret 10. juni 2015 hos  Wayback Machine
- Ansat ved sædelighedspolitiet, der beskriver omgangstonen på Flaskekroen Arkiveret 5. februar 2012 hos  Wayback Machine

|  | Denne artikel om en bygning eller et bygningsværk kan blive bedre, hvis der indsættes et (bedre) billede. Du kan hjælpe ved at afsøge Wikimedia Commons for et passende billede eller lægge et op på Wikimedia Commons med en af de tilladte licenser og indsætte det i artiklen. |